# Матюшино (Омская область)
Матю́шино — деревня в Любинском районе Омской области России, входит в состав Казанского сельского поселения.

## История
Деревня образована в 1930-х годах путём объединения немецких хуторов Вайер, Верт и Плец в единый населённый пункт.

## Население
| год       | 1970 | 1979 | 1989 |
| --------- | ---- | ---- | ---- |
| население | 477  | 480  | 425  |

| 2010 |
| ---- |
| 372  |

## Улицы
- ул. Бригадная,
- ул. Животноводческая,
- ул. Новая,
- ул. Центральная.